# Gevangenis van Haren
De gevangenis van Haren (Frans: Prison de Haren) is een in september 2022 geopend nieuw gevangeniscomplex in Haren, een deelgemeente van Brussel. Het nieuwe complex verving grotendeels de verouderde gevangenissen van Sint-Gillis, Vorst en Berkendael.

## Het project

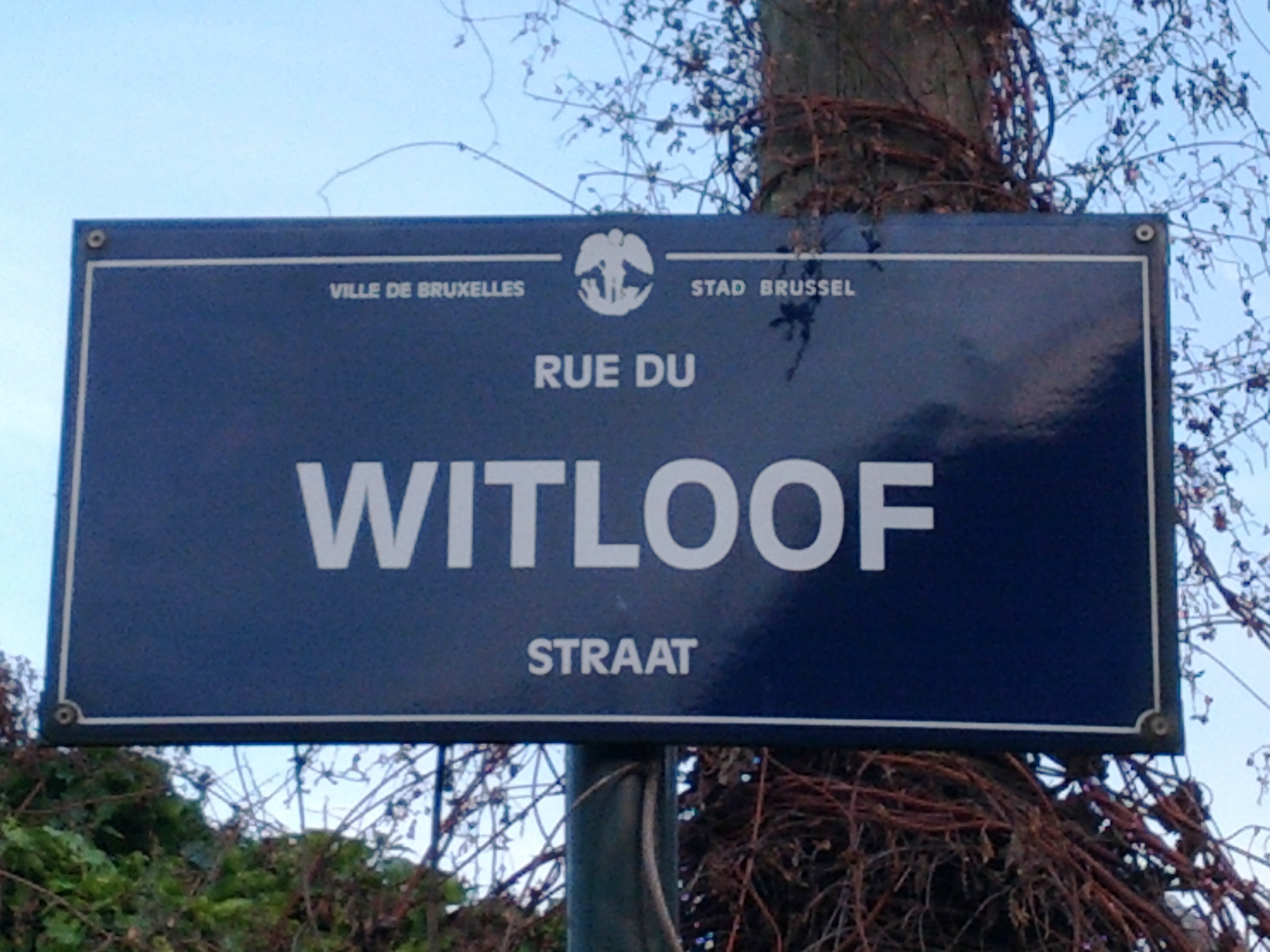
De Witloofstraat in Haren.

De gevangenis van Haren is gelegen aan de Witloofstraat te Haren, op de in 2015 gesloopte en gesaneerde Wansonsite, tussen de spoorweg, de Woluwelaan, Haachtsesteenweg en Witloofstraat. Het terrein is 15 hectare groot.

### De opdracht
Het project, een opdracht van de Regie der Gebouwen voor rekening van de Federale Overheidsdienst Justitie, werd opgezet via een publiek-private samenwerking, in ambtelijk jargon een DBFM-procedure (“Design, Build, Finance en Maintain”) genoemd, waarbij privépartners instaan voor het ontwerp, de bouw, de financiering en het onderhoud van de penitentiaire inrichting. De coördinatie werd toegewezen aan het Cafasso Consortium, met daarin de Australische vermogensbeheerder Macquarie Group, het Spaanse bouwconcern FCC Construcción S.A., en de Belgische Denys Group die ook het secretariaat van het consortium huisvest.

### Een ecologisch gevangenisdorp
Haren werd ontworpen als een “gevangenisdorp” dat plaats moet bieden aan 1190 gedetineerden. Met het oog op de re-integratie van gedetineerden in de maatschappij is het geheel opgedeeld in verschillende verblijfsentiteiten, over de site verspreid. Lange gangen werden vermeden.
Er is een centraal plein met een gemeenschapsgebouw, met daarin onder andere een rechtbank, een controlekamer, een sporthal en bezoekersruimten. Daaromheen staan de eigenlijke gevangenisgebouwen: een arresthuis voor mannen, een strafhuis voor mannen, een gesloten instelling voor vrouwen, een open instelling voor vrouwen, een observatie-instelling, een psychiatrische afdeling, een medisch centrum en werkateliers.
Justitieminister Vincent Van Quickenborne noemde de nieuwe instelling “menselijker, en volledig gericht op de responsabilisering en re-integratie van gedetineerden”. Hij verwees ook naar “nieuwe functies zoals veiligheidsassistent en detentiebegeleider”.
In het project was ook aandacht besteed aan ecologische aspecten. Zo zou de CO2-uitstoot door energie-efficiëntie 60% lager uitvallen, en met een adequaat waterbeheer wordt het leidingwaterverbruik met 77% verminderd.

### Bouw en oplevering
De bouwwerken gingen in de zomer van 2018 van start en werd opgeleverd in de nazomer van 2022. Gezien de relatief korte werfperiode van 36 maanden werden meerdere grote bouwfirma’s ingeschakeld, en speelde met name geprefabriceerd beton een belangrijke rol in de bouw.
De totale kosten voor de nieuwbouw bedroegen 382 miljoen euro.

### Beheer
De Belgische federale overheid huurt het gevangeniscomplex van eigenaar Cafasso Consortium voor 25 jaar aan een jaarlijkse vergoeding van 40 miljoen euro, wat 1 miljard euro in totaal betekent. Na dit contract neemt de federale overheid de gevangenis over.

## Kritiek
Een eerste reeks kritische opmerkingen is opgenomen bij de veelgestelde vragen op de website van de inrichting. Kritische architecten zijn van oordeel dat de “humane vernieuwing” van Haren meer schijn dan werkelijkheid is.